# Albedo Anthropomorphics
Albedo Anthropomorphics, ou apenas Albedo, é um furry comic creditado por ser o primeiro do gênero, apresentando uma sofisticada história com personagens antropomórficos, o que difere dos funny animals, cujo foco é o público infantil. A primeira publicação da série foi em 1983;[carece de fontes?] enquanto a mais recente foi em 2005.
Albedo foi iniciado pelo Steve Gallacci, da qual produziu as principais características da série. A história é de ficção científica com foco militar, situado em um espaço habitado por seres inteligentes predominantemente humanoide com espécies de aves e mamíferos. A personagem principal é a Erma Felna, uma jovem felina oficial da qual desempenha papel central na complexa política de conflitos que acontece no universo dela.
Gallaci foi ilustrador técnico da Força Aérea dos Estados Unidos. Sua experiência também influenciou como abordou na história o tratamentos da vida militar e as operações.